# Alchemilla lanuginosa
Alchemilla lanuginosa är en rosväxtart som beskrevs av Werner Hugo Paul Rothmaler. Alchemilla lanuginosa ingår i släktet daggkåpor, och familjen rosväxter. Inga underarter finns listade i Catalogue of Life.